# Spittellamm

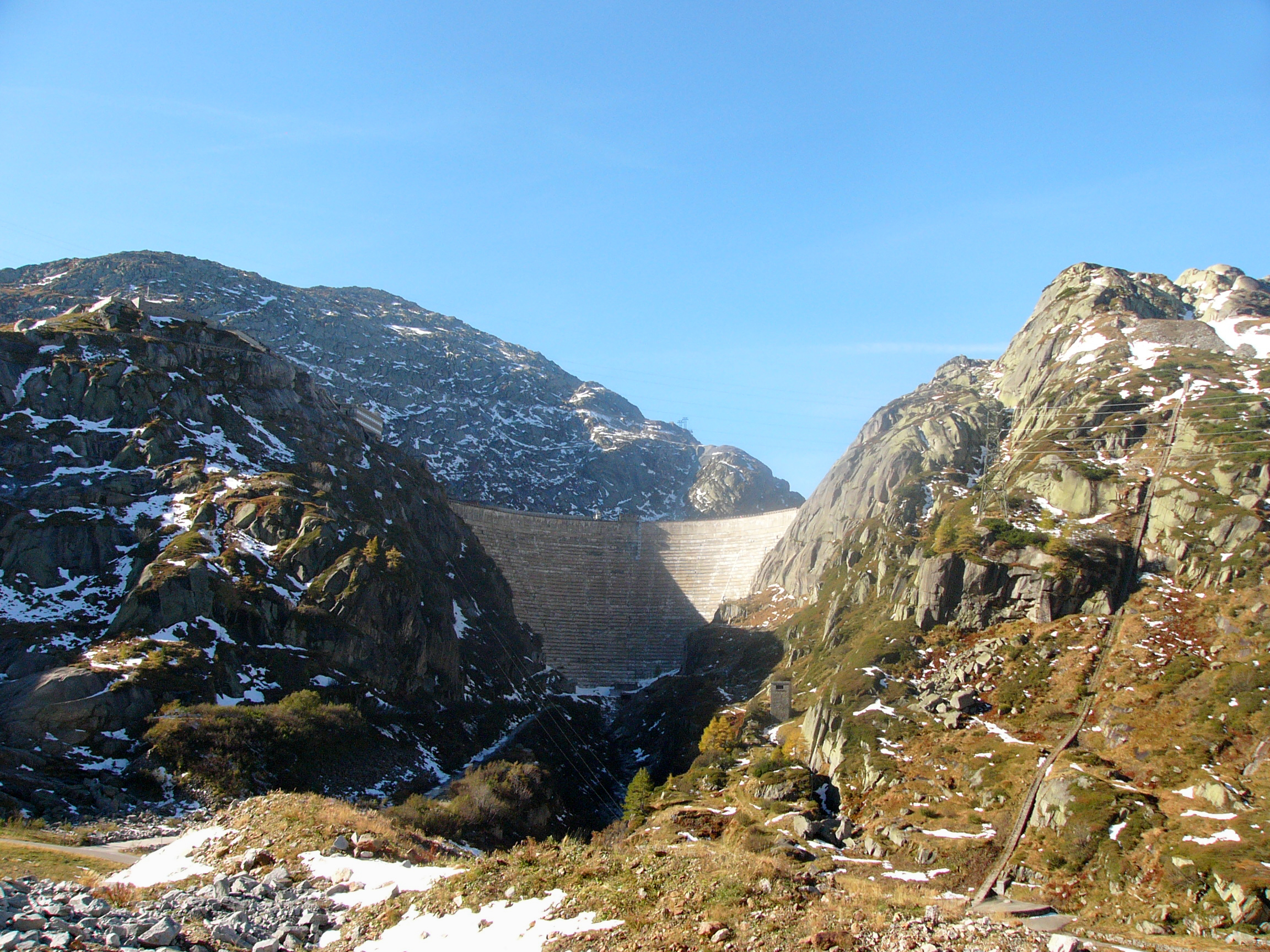
Die Spittellamm von Nordosten mit der alten Staumauer des Grimselsees (2011). Links der Berg Spittelnollen, rechts der Abhang des Juchlistocks

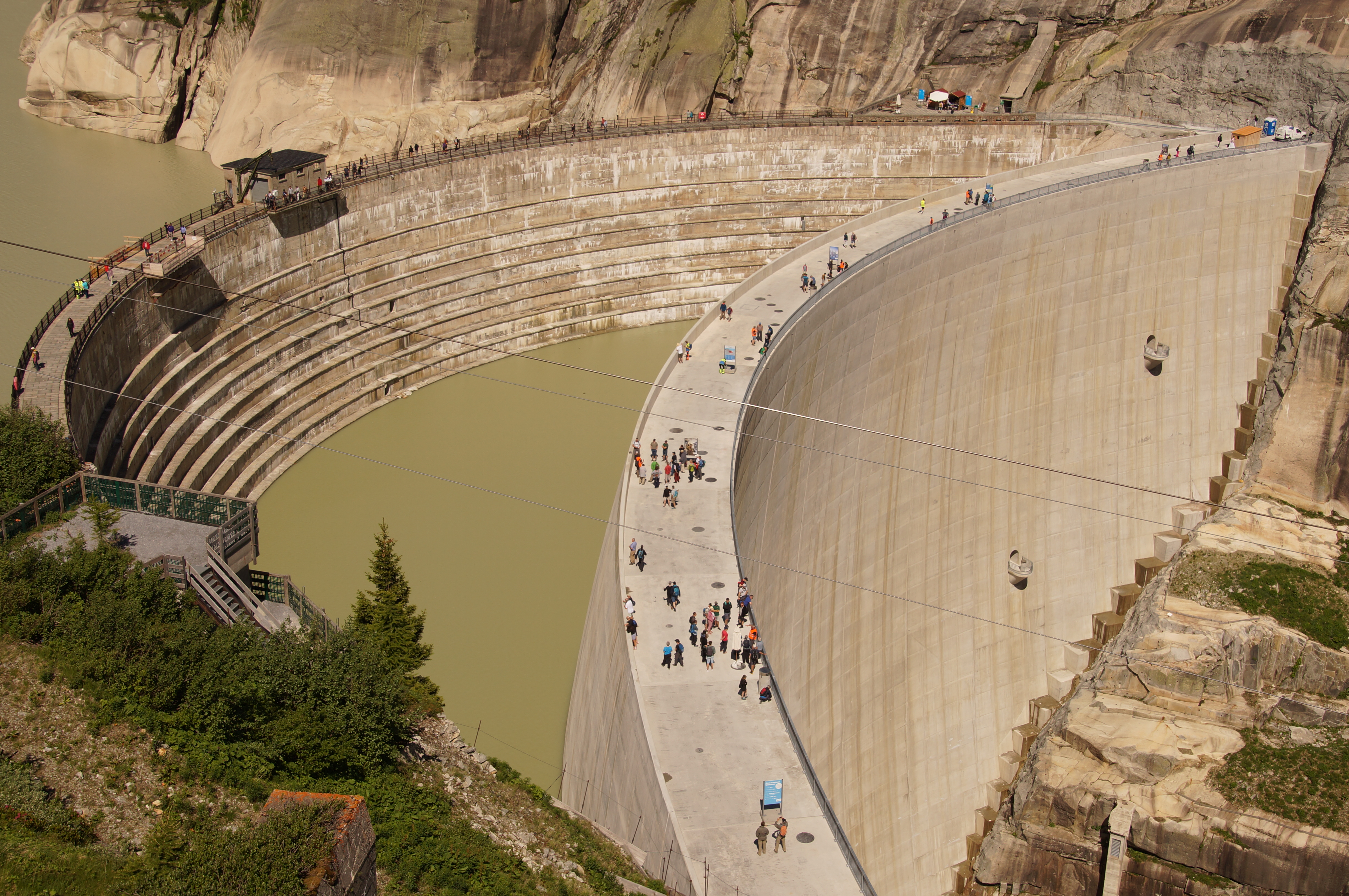
Links die alte und rechts die neue Spitallamm-Staumauer (2025)

Die Spittellamm (oder manchmal auch Spitallamm) ist eine Schlucht am Lauf der Aare im Berner Oberland in der Schweiz. Vom Flurnamen ist auch der offizielle Name des darin errichteten Absperrbauwerks Staumauer Spitallamm des Grimselsees abgeleitet.
Die Schlucht liegt im Berner Naturschutzgebiet Grimsel, in der Region «Berner Hochalpen und Aletsch-Bietschhorn-Gebiet (nördlicher Teil)» des Bundesinventars der Landschaften und Naturdenkmäler von nationaler Bedeutung und am Rande des Areals Schweizer Alpen Jungfrau-Aletsch des UNESCO-Weltnaturerbes.

## Name
Der zweiteilige Flurname wurde auf älteren Landkarten oft in der hochdeutschen Form Spitallamm eingetragen und hat auf der Landeskarte der Schweiz neuer die mundartliche Form Spittellamm. Er bezeichnet die Schlucht der Aare in der Nähe der ehemaligen Herberge am Weg zum Grimselpass. Der erste Namensteil nimmt Bezug auf das heute nicht mehr bestehende Gasthaus auf der Südseite der Schlucht, das Reisenden auf dem langen Weg zwischen dem Haslital und dem Wallis eine Unterkunft bot. Das auf vielen historischen Abbildungen dargestellte Haus war vor dem Bau des Grimselsees als Grimselhospiz bekannt, in älterer Zeit nannte man die Anlage wie andere Herbergen in den Alpen mundartlich auch Spittel. Die Wörter Hospiz und Spittel gehen auf das lateinische hospitale zurück, das von hospes (Gastfreund, Gastwirt; Gast) kommt.
Das alte Berner Oberländer oder höchstalemannische Mundartwort Lammi oder Lamm (und ähnlich) bezeichnet gemäss dem Schweizerischen Idiotikon eine «vom Wasser ausgehöhlte und durchströmte Felsenkluft», einen «engen Durchpass eines Flusses» oder auch allgemein ein Tobel. Der Flurname kommt im Kanton Bern selten auch in der Form Chlamm vor und ist verwandt mit dem bairischen Klamm. Im Grimselgebiet tragen Bergrunsen mit Wildbächen Namen wie Berenlammi und Brandlamm und ähnlich sind in der angrenzenden Region Goms im Kanton Wallis gewisse Stellen benannt. So nennt man etwa das enge, tief eingeschnittene Tal des Gadmerwassers bei Innertkirchen Cheistenlamm und das Tobel des Rotten bei Fiesch Lamma. Unmittelbar neben der Aareschlucht bei Meiringen ist Lammi als Siedlungsname überliefert.

## Geografie
Die 200 Meter tiefe und 300 Meter breite Schlucht befindet sich am Oberlauf der Aare in den Berner Alpen und auf dem Gebiet der Gemeinde Guttannen. Der Fluss erreichte die Spittellamm in der Zeit, bevor  die Kraftwerke Oberhasli (KWO) den Grimselsee errichteten, nach einem Lauf von nur vier Kilometern Länge, von seinem damaligen Ursprung am Gletschertor des Unteraargletschers aus gerechnet. Der Boden des schmalen Gebirgstals zwischen dem Gletscher und der Schlucht wurde früher auf der Alp «Unteraar» als Sömmerungsweide genutzt.
Das Unteraargebiet oberhalb der Spittellamm trug im östlichen Abschnitt den Namen Spittelboden und lag auf der Höhe von 1820 m ü. M. Von dieser Stelle an floss die Aare durch die 500 Meter lange Schlucht in nordöstlicher Richtung und erreichte die kleinere Schlucht am Summerloch und danach die tiefer liegende Alpstufe Räterichsboden (1705 m ü. M.), die heute im Räterichsbodensee versunken ist.
Auf der linken Seite der Aare erhebt sich über der Spittellamm der vom eiszeitlichen Aaregletscher abgerundete Bergvorsprung unter dem Juchlistock, auf dessen Ostseite nahe bei der Schlucht das Naturschutzgebiet Chessibidmer liegt. Im Felskopf befindet sich das Artilleriewerk Grimsel. Rechts vom Fluss erhebt sich der Bergklotz Spittelnollen (1980 m ü. M.) als Inselberg im Hochtal. Die Flanken beider Berge bilden zuunterst steile Felswände über dem Engnis; sie bestehen wie der Untergrund des Aarmassivs allgemein aus kristallinem Gestein.

## Geschichte
Die Spittellamm ist seit Jahrhunderten Standort technischer Bauwerke. Seit dem Mittelalter führte der Saumweg von Meiringen zum Grimselpass neben der Aare durch das Engnis, wo er den Fluss auf einer Brücke überquerte. In der ersten Hälfte des 19. Jahrhunderts liess der Kanton Bern die Route zur Fahrstrasse ausbauen. Dieser neue Weg lag vom Räterichsboden aus auf der östlichen Seite des Flusses und benötigte in der Schlucht keine Brücke mehr. Das Grimselhospiz oberhalb der Schlucht befand sich neben dem alten, natürlichen Grimselsee und am nördlichen Fuss des letzten Aufstiegs zur 300 Meter höher liegenden Passhöhe und also nicht an der höchsten Stelle des Übergangs in den Kanton Wallis. Der Saumweg und später die Passstrasse dienten auch als Zugang zur Unteraaralp und zur Oberaaralp.

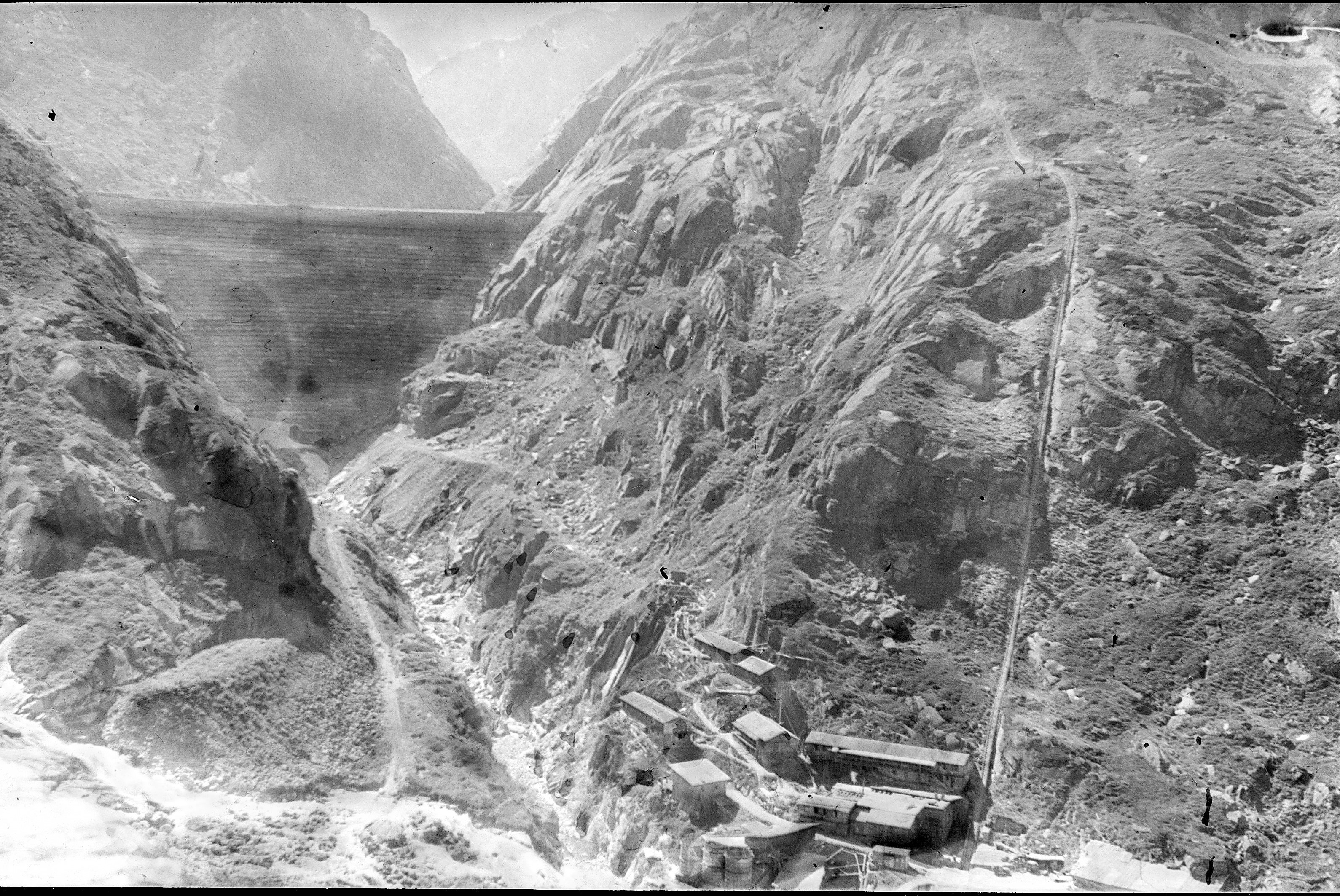
Baustelle des Kavernenkraftwerks Oberaar in den 1950er Jahren. Links Staumauer von 1932, rechts Trassee der Standseilbahn zum Artilleriewerk Grimsel

Von 1925 bis 1932 bauten die Kraftwerke Oberhasli in der Spittellamm eine Bogenstaumauer, die zusammen mit der zweiten Sperrmauer im Gebiet Seeuferegg östlich des Spittelnollen das Staubecken des Grimselsees abschliesst. Die Spitallamm-Mauer hat eine Höhe von 114 Meter und eine Kronenlänge von 258 Meter, die Seeufereggmauer ist 42 Meter hoch. Der Grundablass des Grimselsees mündet in der Schlucht unterhalb der Spitallammmauer in die Aare. Das gestaute Wasser fliesst vom Grimselsee durch einen Stollen zum Gelmersee und von dort zum Kraftwerk Handeck. In der Schlucht befanden sich während der Bauzeit der Staumauer verschiedene Baustelleneinrichtungen, deren Spuren teilweise heute noch sichtbar sind. Während die Ebene der Unteraaralp im See versank und dort die Viehweide aufhörte, benötigten Alpinisten weiterhin einen Zugang zum Tourengebiet am Unteraargletscher und zur Lauteraarhütte, weshalb über den neuen Staudamm und die Nordflanke der Schlucht ein Wanderweg eingerichtet wurde. Für die Grimselstrasse entstand ein neues Trassee auf der Ostseite um den neuen Stausee herum. Als Ersatz für das teilweise abgebrochene Hospiz, das heute im See liegt, bauten die KWO auf dem Nollen das neue Hotel Grimsel-Hospiz, von dessen Vorplatz aus die tiefe Spittellamm-Schlucht gut zu sehen ist.
Für den Bau des Artilleriewerks Grimsel im Zweiten Weltkrieg errichtete die beauftragte Baufirma im Gebiet Summerloch unterhalb der Schlucht eine neue Werkbrücke über die Aare. Über die Betonbrücke führte die Zufahrtstrasse zur Baustelle und zur Talstation der militärischen Standseilbahn.
Ende der 1950er Jahre bauten die Kraftwerke Oberhasli im Felsmassiv links neben der Schlucht das Kavernenkraftwerk Oberaar, um das Wasser des neuen Stausees Oberaar zu nutzen. Die Anlage wird heute als Kraftwerk Grimsel 1 bezeichnet. Die Zufahrt zur Baustelle führte von der alten Grimselstrasse über eine zweite, am Ausgang der Spittellamm neu errichtete Werkbrücke. Die betonierte, mit Hausteinen verkleidete Bogenbrücke ist heute die erste Brücke am Lauf der Aare. Beim Portal des unterirdischen Kraftwerks steht die Talstation der ehemaligen werksinternen Sommerloch-Seilbahn und der 2020 von den KWO als Nachfolger eingerichteten öffentlichen Hospizbahn.

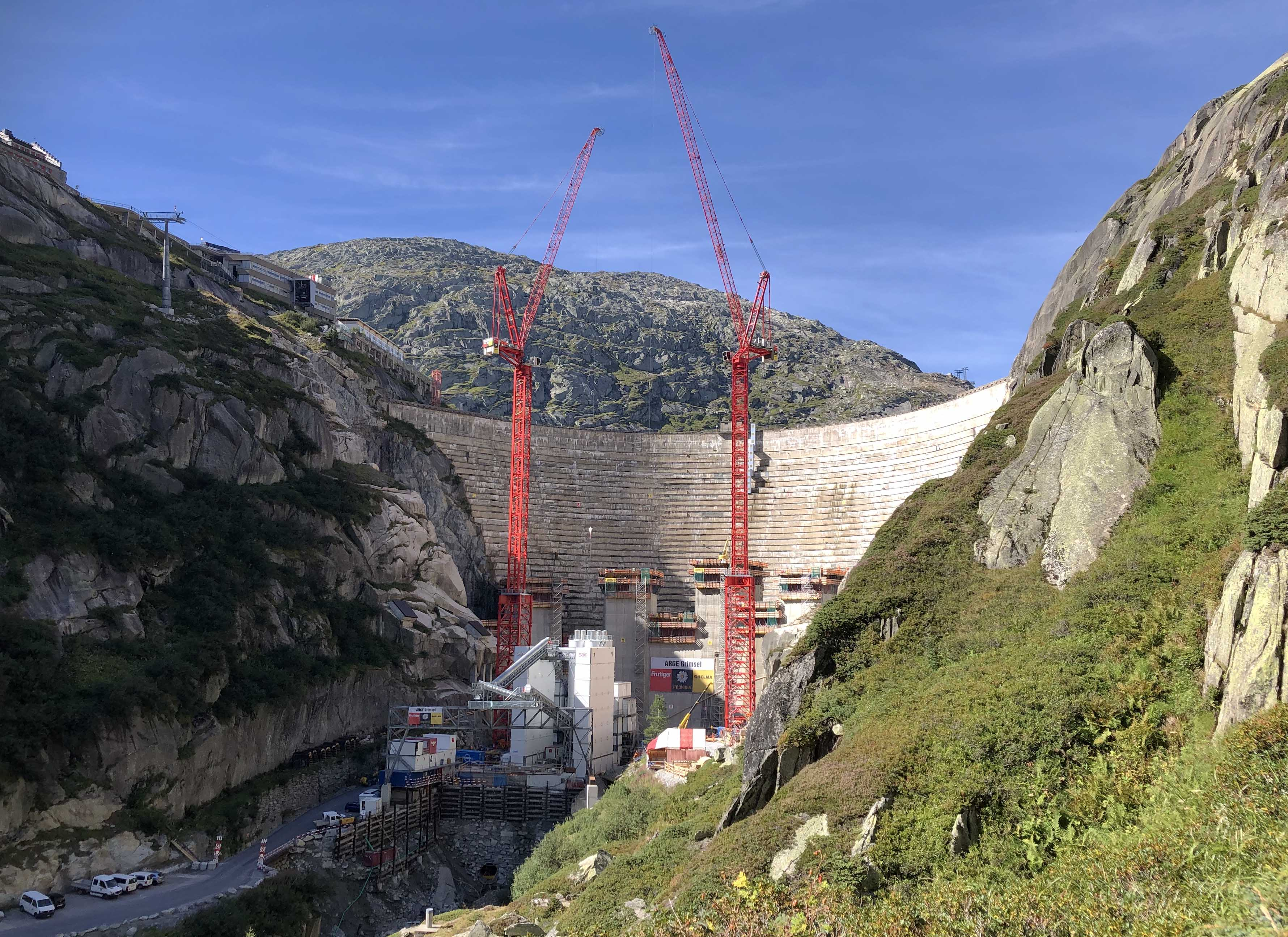
Baustelle der neuen Staumauer (Bauzustand September 2022)

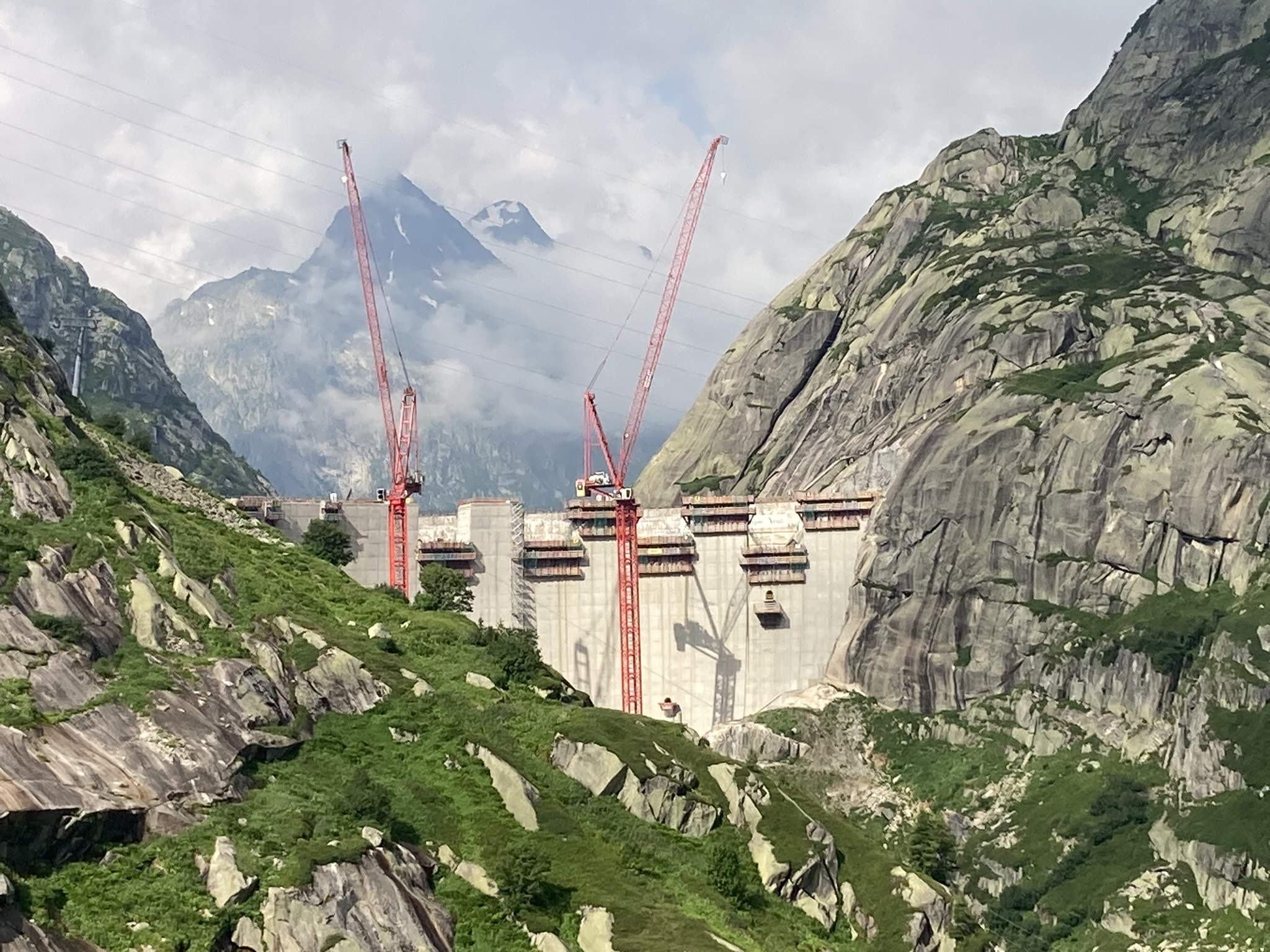
Baustelle der neuen Staumauer (Bauzustand Juli 2024)

2021 bis 2025 wurde in der Schlucht unmittelbar neben der alten Spitallamm-Mauer eine neue Grimselstaumauer gebaut. Sie übernimmt zunächst die Funktion der ersten Mauer, die im See weiterhin stehen bleibt und geflutet wird, und kann gemäss einem Ausbauprojekt später gegebenenfalls erhöht werden, um die Kapazität des Pumpspeicherwerks Grimsel 2 zu vergrössern. Vor der neuen Mauer befanden sich in der Schlucht erneut umfangreiche Baustelleneinrichtungen; die alte Grimselstrasse neben der Aare dient als Zufahrt zur Baustelle.
Die von 1955 bis 1959 von den Bernischen Kraftwerken und den Elektrizitätswerken von Zürich, Basel und Bern gebaute Grimselleitung, eine Hochspannungsleitung zwischen Innertkirchen und Ulrichen, überquert die Spittellamm und den Grimselsee.